# Сью Лайон
Сьюллін Лайон (англ. Suellyn Lyon, більш відома як Сью Ла́йон, англ. Sue Lyon; 10 липня 1946, Девенпорт, Айова — 26 грудня 2019, Лос-Анджелес, Каліфорнія) — американська акторка кіно та телебачення.

## Життєпис
Народилася 10 липня 1946 року у місті Давенпорті, штат Айова. Вона була молодшою з п'яти дітей. Її батько помер ще до того, як їй виповнився рік. Після того матір разом з дітьми перебралася спочатку до Далласу, а потім до Лос-Анджелесу.
У віці 13 років Сью почала працювати моделлю. В 14 — пройшла кастинг і була затверджена на головну роль у драмі Стенлі Кубрика «Лоліта». Сценарій був написаний Володимиром Набоковим, на основі власного однойменного роману. Її партнерами стали такі зірки, як Джеймс Мейсон, Шеллі Вінтерс та Пітер Селлерс. Вона зіграла юну дівчину, в яку закохується власний вітчим-інтелектуал, що вважає її ідеальною німфеткою. Вік її героїні було змінено з 12-ти на 14 років. За роль Долорес Гейз вона отримала премію Золотий глобус як найобіцяюча акторка-новачок.
1964 року акторка зіграла роль Шарлотти Гуделл в драмі Джона Г'юстона «Ніч ігуани» (за п'єсою Теннессі Вільямса) з Річардом Бертоном в головній ролі. Пізніше в неї були ролі в таких стрічках як «7 жінок» (1966) Джона Форда, «Легковажний чоловік» (1967) Ірвіна Кершнера, «Тоні Роум» (1967) Гордона Дугласа, «Івел Нівел» (1971) Марвіна Дж. Чомскі та «Краплина крові, щоби померти кохаючи» (1973) Елоя де ла Іглесіа.
У 1970-х роках Лайон грала другорядні ролі в кіно та на телебаченні і припинила зніматися до початку 1980-х. Останнім в її творчому доробку став фільм жахів «Алігатор» (1980) Льюїса Тіга, де вона зіграла невелику роль телерепортерки. Після завершення кінокар'єри працювала викладачем іспанської мови в одній з початкових шкіл Лос-Анджелесу.
Сью Лайон померла 26 грудня 2019 року у Лос-Анджелесі в 73-річному віці.

## Особисте життя
Сью Лайон п'ять разів була у шлюбі, кожен з яких завершився розлученням:
- 1963—1965 — Гемптон Фанчер, актор;
- 1971—1972 — Ролан Гаррісон, у цьому шлюбі в 1972 році народилася дочка Нона Меррілл Гаррісон (за чоловіком Гомес)[12];
- 1973—1974 — Коттон Адамсон, третій чоловік акторки був ув'язнений у штаті Колорадо за грабіж і вбивство другого ступеня, що, за словами Лайон, вкрай негативно відбилося на її кар'єрі, тож через рік пара розлучилася;
- 1983—1984 — Едвард Везерс;
- 1985—2002 — Річард Рудман.

## Фільмографія
| Рік  |    | Українська назва                                | Оригінальна назва                      | Роль                         |
| ---- | -- | ----------------------------------------------- | -------------------------------------- | ---------------------------- |
| 1959 | с  | Денніс-мучитель                                 | Dennis the Menace                      | Тіна, дівчинка з валентинкою |
| 1959 | с  | Лист до Лоретти                                 | Letter to Loretta                      | Лорі Вільямс                 |
| 1962 | ф  | Лоліта                                          | Lolita                                 | Долорес Гейз (Лоліта)        |
| 1964 | ф  | Ніч ігуани                                      | The Night of the Iguana                | Шарлотта Гуделл              |
| 1966 | ф  | 7 жінок                                         | 7 Women                                | Емма Кларк                   |
| 1967 | ф  | Легковажний чоловік                             | The Flim Flam Man                      | Бонні Лі Пекард              |
| 1967 | ф  | Тоні Роум                                       | Tony Rome                              | Діана Пайнс                  |
| 1969 | тф | Миш'як і старі мережива                         | Arsenic and Old Lace                   | Елейн Гарпер                 |
| 1969 | с  | Любов по-американськи                           | Love, American Style                   | Барбара Ерік                 |
| 1970 | с  | Віргінці                                        | The Virginian                          | Белінда Беллард              |
| 1970 | тф | Я не бажаю одружуватися!                        | But Don't Want to Get Married!         | Лора                         |
| 1970 | ф  | Четверо під одним небом                         | Four Rode Out                          | Мойра Полсен                 |
| 1971 | ф  | Івел Нівел                                      | Evel Knievel                           | Лінда Нівел                  |
| 1971 | с  | Нічна галерея                                   | Night Gallery                          | Бетсі                        |
| 1973 | ф  | Таро                                            | Tarot                                  | Анджела                      |
| 1973 | ф  | Краплина крові, щоби померти кохаючи            | Una gota de sangre para morir amando   | Ана Вернія                   |
| 1974 | с  | Любов по-американськи                           | Love, American Style                   | Джулі                        |
| 1976 | тф | Катастрофа на трасі номер 5                     | Smash-up on Interstate 5               | Бернсі                       |
| 1976 | ф  | Аварія!                                         | Crash!                                 | Кім Денне                    |
| 1977 | ф  | Кінець світу                                    | End of the World                       | Сільвія Борен                |
| 1977 | тф | Не тисни на гачок, я стрілятиму як буду готовий | Don't Push, I'll Charge When I'm Ready | Венді Сазерленд              |
| 1978 | с  | Поліцейська історія                             | Police Story                           | Керолайн                     |
| 1978 | с  | Острів фантазій                                 | Fantazy Island                         | Джілл Нолан                  |
| 1978 | ф  | Астральний фактор                               | The Astral Factor                      | Дарлін Де Лонг               |
| 1978 | ф  | Буксирування                                    | Towing                                 | Лінн                         |
| 1980 | ф  | Алігатор                                        | Alligator                              | репортер NBC                 |

## Нагороди
- 1963 — Золотий глобус найобіцяючій акторці-новачку («Лоліта», 1962).
- 1963 — Laurel Awards найпопулярнішій акторці-новачку («Лоліта», 1962)